# Sivatagi nyúl
A sivatagi nyúl vagy tolaj (Lepus tolai) Közép-Ázsia, Mongólia és Észak-Kína sivatagaiban, félsivatagaiban élő nyúlfaj.

## Megjelenése
A sivatagi nyúl egy kis termetű mezei nyúlra emlékeztet, testhossza 9–55 cm, súlya 1,5-2,8 kg. Fülei és lábai arányaiban a többi nyúlhoz képest hosszúak, farka 7,5-11,6 cm, füle 8,3-11,9 cm lehet. Hátsó lábainak mancsa viszonylag keskeny, nem alkalmazkodott a mély hóban való mozgáshoz. Nyári szőrzete szürke színű, barnás, okkerszín árnyalattal; a világos és sötét fedőszőrök egymással váltakoznak benne. Torka és hasa fehér; farka felül fekete, a végén erős fehér szőrszálakból álló pamaccsal. Füleinek hegye fekete. Téli bundája valamivel világosabb a nyárinál. A tolaj évente kétszer vedlik, kiterjedt életterében a tavaszi vedlés az éghajlattól függően februárban is kezdődhet, de a hidegebb vidékeken akár május-júniusig is húzódhat. Ősszel szeptember-december között vált téli bundára, az időjárástól függően.
Sejtjeiben 24 pár kromoszóma található.  

## Elterjedése
A sivatagi nyúl Közép-Ázsia, Dél-Szibéria, Mongólia, valamint Kína északi és középső tájainak lakója. Életterének északi határa nagyjából a 48. szélességi fokot követi. 

## Életmódja

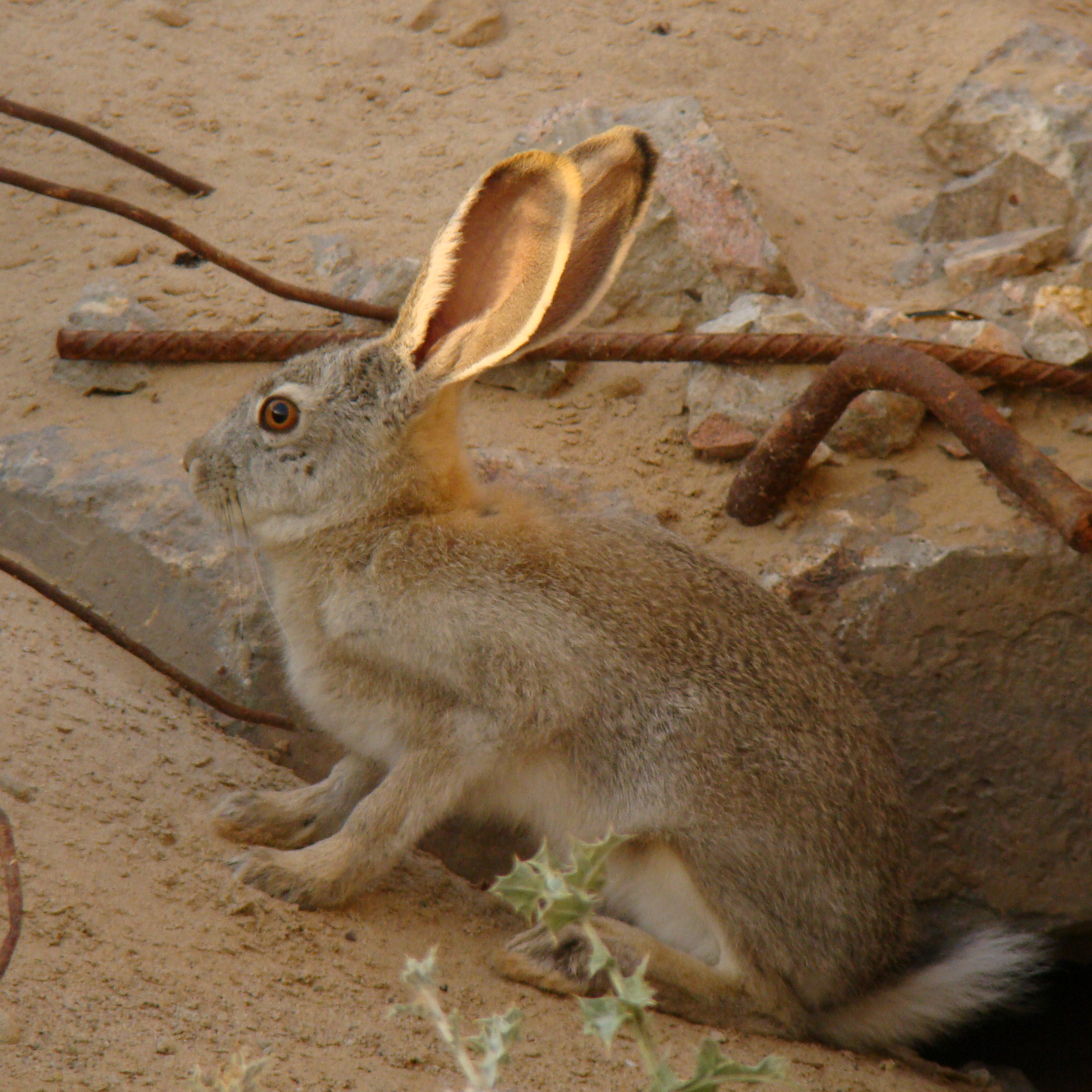
Fiatal sivatagi nyúl

Elsősorban a sivatagos, félsivatagos síkságokat és hegyvidékeket kedveli. A Tien-sanban és a Pamírban akár 3000 méteres magasságig is felmerészkedik. Előnyben részesíti a bokros vagy magas füvű területeket, a szakszaul-, akácia-, tamariszkuszbozótokat, védett folyóvölgyeket vagy vízmosásokat. A hegyekben is a patakvölgyekben, füves hegyoldalakon és erdőszéleken található meg. Bár sokszor vízközelbe húzódik, hosszú ideig meg tud lenni ivás nélkül. A szikes sivatagokban, a felrepedezett talajú agyagpusztákon csak ritkán fordul elő.
Csak rövidebb távolságokra vándorol el megszokott területéről, amikor az élelemhiány, az elszaporodott ragadozók vagy a rossz időjárási körülmények rákényszerítik. A tél beköszöntével a hegyekből lehúzódik az alacsonyabb fekvésű vidékekre, ahol a hómentes területeken tud táplálkozni. Ha a körülmények megfelelőek, a nyúl általában a saját kéthektárnyi territóriumán tartózkodik, a búvóhelye környékén. Magányos állat, csak párzás idején verődik össze akár harmincfős csoportokba; valamint télen a táplálékforrások közelében. Általában szürkületkor és éjjel mozognak, de párzás idején vagy ahol kevésbé zavarják, nappal is aktív lehet. Vacka sekély (5–15 cm-nyi) mélyedésekben, bokrok vagy kövek védelmében lehet. Néha mormoták, rókák, teknősök elhagyott üregében keres menedéket. A sivatagi nyúl általában nem kapar saját üreget, kivéve a laza talajú homoksivatagokat, ahol fél méter mély odúkat is vájhat.
A tolaj táplálékául a zöld növényi részek, valamint gumók és gyökerek szolgálnak. Tavasszal inkább gyökereket, füvek gyöktörzsét, évelő növények nedvdús szárait eszi; nyáron elsősorban különböző fű- és sásféléket. Nyár végén és ősszel a magok teszik ki étrendjének nagy részét, a búza és kukorica megdézsmálásával mezőgazdasági károkat is okozhat. Télen a fák és bokrok (főleg a tamariszkuszok) fiatal hajtásait és kérgét és megrágja. Ha nem túl mély a hótakaró, a száraz füvet is ki tudja kaparni alóla. 

## Szaporodása
A sivatagi nyúl bagzása a síkságokon, pusztákon januártól akár júliusig is eltarthat, míg a hegyvidéken a párzási időszaka márciustól augusztusig tart. Ilyenkor a nőstényeket 3-5 hím követi, akik éles hangú visításokkal kísérve gyakran összeverekednek. Elterjedésének északi határain a nőstény évente egyszer vagy kétszer kölykezik, míg Közép-Ázsiában akár évi négy fészekaljnyi kisnyulat is világra hozhat. A vemhességi ideje 45-50 nap, egyszerre 1-9 kölyköt ellik, az időjárási és élelmezési viszonyoktól és a nőstény korától függően. Az év első fészekaljában 1-2, a továbbiakban 3-5 kisnyúl található. A nőstény a szabad ég alatt, vagy mormoták elhagyott üregébe rakott vackában neveli kölykeit, amelyek a következő évre, 6-8 hónapos korukra válnak ivaréretté. 

## Gazdasági és természetvédelmi jelentősége
A sivatagi nyúl populációinak létszáma igen nagy ingadozásokat mutat. Havas telek alatt sok nyúl elpusztulhat vagy hosszú hideg tavasz esetén az első ellésből származó ivadékok is elhullhatnak. Kevesebb férge, parazitája van mint a mezei nyúlnak, de hordozója lehet a tularémiának, sőt a pestisnek is. Az ember által megművelt vagy használatba vett területek növekedésével a nyulak természetes élettere csökken.
A sivatagi nyulat vadásszák húsa és (inkább csak régebben) prémje miatt is, melyet nemez készítésére használtak. A mezőgazdaságban kisebb károkat okozhat.

## Fordítás
- Ez a szócikk részben vagy egészben  a(z)   Заяц-толай című orosz Wikipédia-szócikk ezen változatának fordításán alapul.  Az eredeti cikk szerkesztőit annak laptörténete sorolja fel. Ez a jelzés csupán a megfogalmazás eredetét és a szerzői jogokat jelzi, nem szolgál a cikkben szereplő információk forrásmegjelöléseként.